# EMD SD45
La SD45 est une locomotive diesel-électrique à six essieux, produite par General Motors Electro-Motive Division entre décembre 1965 et décembre 1971. Cette machine est équipée d'un moteur EMD 645E3 de vingt cylindres, générant 3 600 chevaux. Son châssis est identique aux EMD SD38, EMD SD39, EMD SD40, et EMD SDP40.
1 260 unités ont été produites pour les chemins de fer américains avant la construction de la série SD45-2 en remplacement. Une série modifiée, la SD45T-2 équipée d'une ventilation pour circulation en tunnel, a été lancée en 1972.
Les SD45 ont connu des problèmes de dents sur les organes de transmission. La fiabilité n’était pas aussi bonne que prévu à cause de la puissance du moteur qui avait tendance à casser son propre vilebrequin. Certaines compagnies de chemin de fer ont estimé que le moteur des SD45 ne valait pas le moteur 16-645 des SD40, bien que produisant 600 chevaux de plus, même après la modification du bloc-moteur par EMD destinée à atténuer la flexion du vilebrequin.
La SD45 a été achetée par la Southern Pacific, la Santa Fe, le Great Northern Railway et le Northern Pacific Railway. Ces machines sont encore courantes, certaines rééquipées d'un moteur à seize cylindres 645s pour des trains de service. Les SD45s et SD45-2s appartenant au Montana Rail Link ont conservé leurs moteurs à vingt cylindres d'origine.

## Locomotives subsistantes
- Great Northern Railway no 400. Première produite des SD45 et nommée Hustle Muscle. Appartient à la Great Northern Railway Historical Society, en état de marche
- Erie Lackawanna no 3607/Conrail no 3607. musée du transport de Saint-Louis. Restaurée en livrée du Erie Lackawanna, cette machine est en présentation statique.
- Norfolk & Western no 1776. Cette version à capot haut est présentée, statique, au Virginia Museum of Transportation.
- Southern Pacific no 8800/7457. Cette machine est présentée statique au Utah State Railroad Museum (Ogden, Utah).
- Wisconsin Central no 7525. En état de marche, cette machine est préservée au Illinois Railway Museum. Il s'agit d'une des deux SD45 du Wisconsin Central à avoir reçu les marquage de l'opération Operation Lifesaver.
- Wisconsin Central no 7495. Cette machine en état de marche est au Lake Superior Railroad Museum de Duluth, Minnesota. Il s'agit de l’ancienne Northern Pacific no 3617, il est prévu de la repeindre à ses couleurs d'origine.